# Tijdmeting

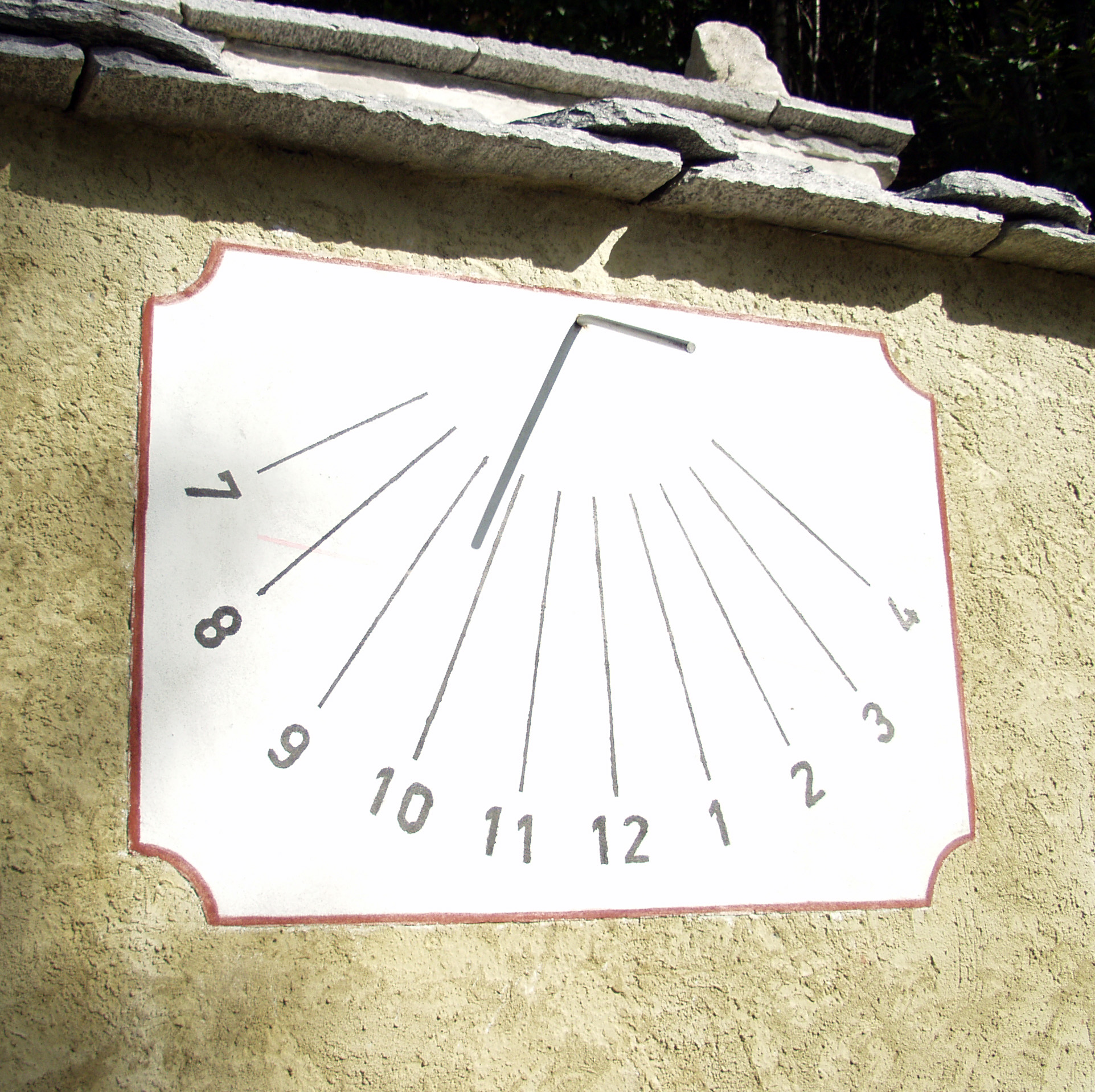
Zonnewijzer

Tijdmeting of chronometrie is het meten van de tijd. Tijdmeting en de daarmee gepaard gaande ontwikkeling van mechanische klokken zijn verweven met de ontwikkeling van onze huidige maatschappij. Ze kunnen eigenlijk niet los van elkaar worden gezien.

## Elementaire klokken
Voordat het mechanische uurwerk er was, had de mens de beschikking over elementaire klokken. Naast kalenders werden gebruikt: de waterklok, de zandloper, kaarsen of olielampen (met een aantal strepen erop) en de zonnewijzer. Aan elk van deze elementaire tijdmeters kleefde een nadeel: water kan bevriezen, een zandloper moet constant in de gaten gehouden worden, kaarsen of olielampen kunnen uitgeblazen worden, en een zonnewijzer werkt alleen als er zon is.
Afgezien van de zonnewijzer konden elementaire klokken bovendien meestal alleen de duur van een gebeurtenis meten, niet op welk tijdstip de gebeurtenis plaatshad. De komst van het mechanisch uurwerk in de laatste decennia van de 13e eeuw heeft dat probleem opgeheven.

### Ware tijd
Al vroeg is men gebruik gaan maken van de aardrotatie voor tijdmeting. Om vast te stellen wanneer de aarde een rotatie voltooid heeft, moet een oriënteringspunt buiten de aarde gekozen worden. Zodra dit punt een gekozen meridiaanvlak voor de tweede maal passeert, is een dag voltooid. Welke dag dit is, hangt af van het gekozen oriëntatiepunt. Vaak koos men de zon, bijvoorbeeld met zonnewijzers, zodat het een zonnedag betrof. Doordat de aarde ook rond de zon draait, duurt het iets langer voordat de zon het meridiaanvlak opnieuw passeert. Ten opzichte van de verder weg geplaatste sterren kan men de werkelijke tijd meten die het duurt voordat de aarde een volledige omwenteling heeft afgelegd. Dit is de sterrendag die 23 uur, 56 minuten en 4,09 seconden duurt tegenover de zonnedag van 24 uur. De tijd die is gebaseerd op de ware zonnedag noemt men de ware zonnetijd of ware tijd.

## Mechanische uurwerk
Door de uitvinding van het echappement werd het mogelijk een mechanische klok te maken. Dit instrumentje zorgde voor een gelijkmatige verdeling van de energie van een vallend gewicht. Door de gelijkmatige verdeling was het mogelijk een raderwerk in een gelijkblijvend tempo te laten lopen. Door wie het echappement is uitgevonden is niet bekend.
Het mechanische uurwerk werd ontwikkeld in een benedictijnenklooster. Benedictus legde er de nadruk op dat de monniken altijd bezig moesten zijn. Tijd was door God gegeven, dus kostbaar, daarom moest de tijd zo goed mogelijk besteed worden. In het begin van de veertiende eeuw werd in de benedictijnenabdij in Saint Albans door Richard van Wallingford het eerste uurwerk gebouwd, waarvan nu nog bekend is hoe het er heeft uitgezien. Het was ruim drie meter breed, diep en hoog, en aan de bouw werd ruim tien jaar gewerkt. Niet alleen de tijd, ook de stand van de hemellichamen kon er op afgelezen worden.
In kloosters en kathedralen had de tijdmeting een religieuze achtergrond, maar de verdere verspreiding van de uurwerken had te maken met meer wereldse ontwikkelingen. De besturen van de steden die in de veertiende eeuw ontstonden, wilden ook een uurwerk voor hun stad, omdat het als een prestigeobject werd gezien. Rondtrekkende uurwerkmakers werden ingehuurd om uurwerken te bouwen, met als resultaat dat tegen 1400 elke stad een klok had.

## Invoering van gelijke uren
Met de verspreiding van het uurwerk vond een hervorming plaats die belangrijk was voor de omgang met tijd en het belang van klokken. Voordat er mechanische uurwerken bestonden, werd de dag ingedeeld in twaalf gelijke delen. Omdat de lengte van de dagen per seizoen verschilt, varieerden dus ook de uren. Doordat in steeds meer steden een uurwerk in de toren hing, werd de dag ingedeeld in twaalf gelijke uren. Dat bevorderde op zijn beurt weer de groei van het aantal uurwerken, omdat een belangrijke belemmering weggenomen was.
Het gevolg was, dat mensen niet meer op de zon konden vertrouwen om te zien hoe laat het was. Ze moesten uitgaan van het mechanische uurwerk, en de behoefte aan uurwerken nam dus toe. Naast kloosters en stadsbesturen gingen in de veertiende en vijftiende eeuw ook het hof, de adel en de welgestelde burgerij gebruikmaken van het mechanische uurwerk. De functie was niet meer om mensen op te roepen voor gebeden en kerkdiensten. De grote steden waren centra van rechtspraak en handel. Er kunnen meer afspraken in een dag gemaakt worden als die dag keurig is ingedeeld in vaststaande uren.

## Particuliere uurwerken

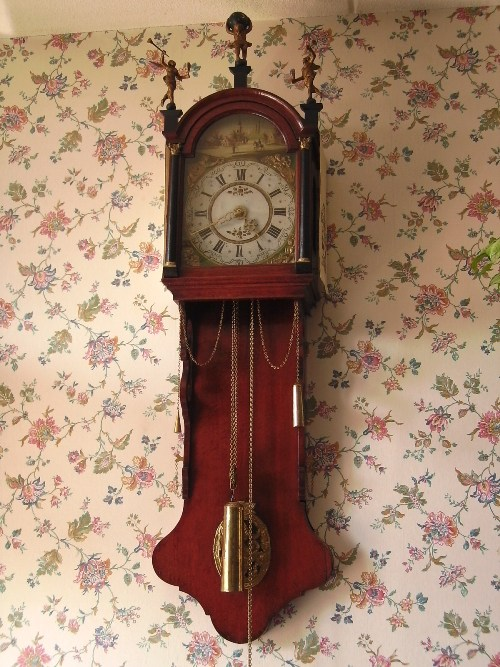
Friese staartklok ±1865

Het mechaniek van het uurwerk werd steeds verder verfijnd. In de zestiende eeuw was de klok al zo klein geworden dat hij met gemak in huis gezet kon worden, mede door uitvinding van het uurwerk met snek, die aandrijving door een opwindbare veer mogelijk maakte. Dit paste prima in de Renaissance, er ontstond een grote markt voor particuliere uurwerken. Individualisering was oorzaak en gevolg: tijd werd steeds meer als persoonlijk bezit gezien, dat met een eigen uurwerk moest worden gemeten. Tegelijkertijd versterkte een uurwerk het gevoel van eigenwaarde. Belangrijke mensen als prinsen en patriciërs lieten zich op staatsieportretten afbeelden met op de achtergrond hun uurwerk. Dat geeft twee dingen aan: dat de persoon belangrijk is, en dat hij iemand is voor wie de tijd belangrijk is, wat wil zeggen dat zijn tijd kostbaar is, en dat hij dus wel iemand van aanzien moet zijn. Het bezit van een uurwerk geeft aan dat iemand deel uitmaakt van de nieuwe, gewichtige wereld.
In de zestiende eeuw werd met de invoering van gelijke uren slechts het begin gemaakt van de ontwikkeling naar de maatschappij die we nu kennen, waarin tijd onmisbaar is geworden. De tijdcoördinatie was nog lang niet zo ontwikkeld als tegenwoordig. De gemeten tijd werd alleen gehanteerd in de steden, door de bovenste lagen van de bevolking (en een heel enkele arbeider). Op het platteland werd nog altijd de zon gebruikt als tijdwijzer. Elke stad kende een andere tijd. Er waren weliswaar mechanische uurwerken, maar die moesten nog op tijd gezet worden aan de hand van de zon en de sterren, die vanaf elk punt op aarde gezien op een andere manier aan de hemel staan.

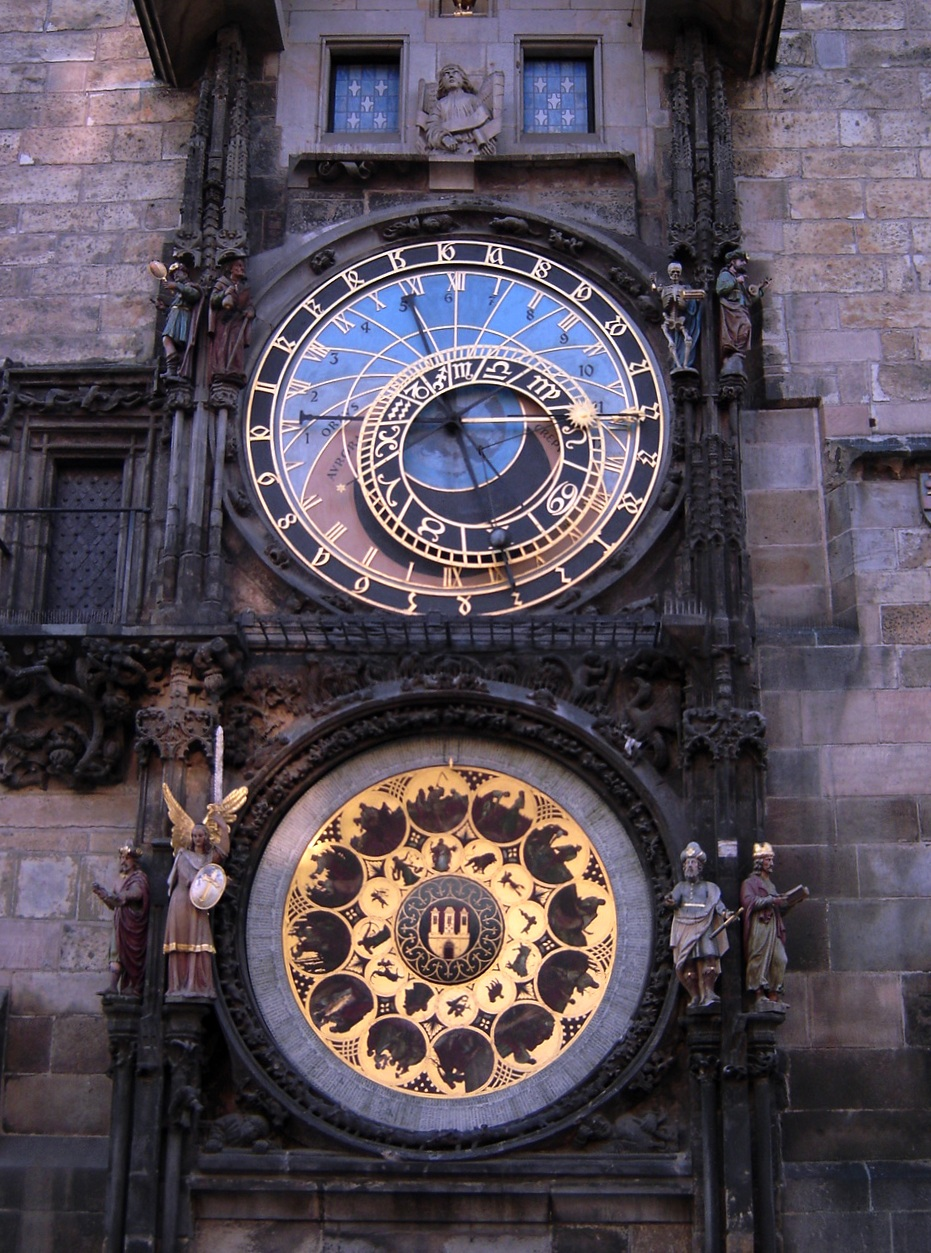
Astronomisch uurwerk van Praag

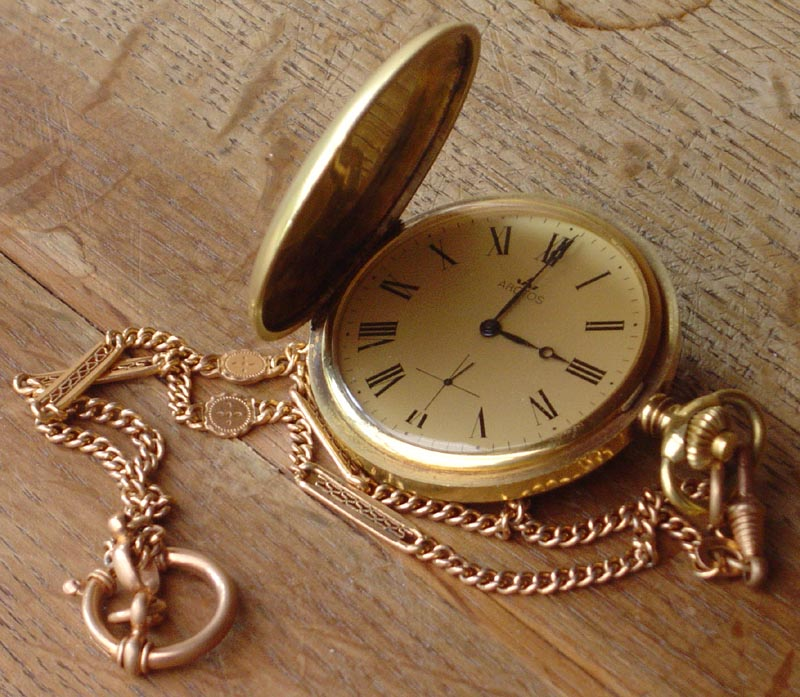
Vestzakhorloge

## Betekenis van het uurwerk
Op wetenschappelijk niveau stond de klok gelijk aan de ontdekking van Amerika of de uitvinding van de drukpers. Tussen 1660 en 1760 vond de 'horologische revolutie' plaats. Dit is de periode waarin de uurwerktechnologie met sprongen vooruit ging, en klokken en horloges beter en talrijker werden. Christiaan Huygens verkreeg in 1657 het patent op het slingeruurwerk.
Aan het einde van de zeventiende eeuw beleefden de uurwerken hun toppunt van waardering. Een klok werd vergeleken met het goddelijke. Hij stond voor harmonie in het leven, voor de eeuwigheid en matiging. Een klok had het prestige van een gotische kathedraal en was bijna heilig. De invloed op het leven van de mensen was nog groter. Zeker toen de uniformering van de tijd een feit was.
In de achttiende eeuw werd het uurwerk nog verder verbeterd. Dit was nodig, omdat er op zee behoefte was aan goede en nauwkeurige klokken voor het bepalen van de positie op zee. Afstanden tot de Noord- en Zuidpool (de breedte) waren goed te bepalen aan de hand van de poolster of de zon. Voor de lengtebepalingen was zo'n herkenningspunt er niet. Aan de hand van zeer nauwkeurige klokken kon de tijd van de thuishaven bepaald worden. Door die te vergelijken met de plaatselijke tijd, zoals door de zonnestand aangegeven, kon het tijdsverschil, en daarmee het lengteverschil, met de thuishaven bepaald worden. Hierdoor konden eilanden makkelijker teruggevonden worden. Dit werd zo belangrijk gevonden dat het Engelse parlement een beloning uitloofde van 20.000 pond voor een klok die nauwkeurig genoeg was. Deze beloning werd gewonnen door John Harrison.
Aan het einde van de achttiende eeuw waren er al vestzakhorloges te krijgen met secondewijzers. In het maatschappelijk leven waren minuten en seconden niet belangrijk. Bovendien was er nog geen standaardtijd. Een horloge met secondewijzer was dus meer technisch vertoon dan noodzaak. Als de heren op de sociëteit hun verzilverde horloges uit de vestzakken tilden, wees elk van hun klokjes op de seconde nauwkeurig een andere tijd aan.

## Middelbare tijd
Met de komst van eenparig lopende uurwerken kwam men erachter dat de zonnedag varieert gedurende het jaar. Doordat de omloopsnelheid van de aarde rond de zon niet gelijk is, varieert de zonnetijd. Dit komt doordat de omloopbaan van de aarde een ellips is, zodat de tweede wet van Kepler opgaat. Het middaguur, waarop de zon op zijn hoogste punt staat, de zonsbovendoorgang, werd voorheen gebruikt als ijkpunt voor de uurwerken. Probleem was dat de tijd tussen deze zonsbovendoorgang in de loop van het jaar niet helemaal constant is. De lengte van een zonnedag kan maximaal een halve minuut afwijken van 24 uur. Gemeten met een gelijkmatig lopende klok kan de doorgang maximaal een kwartier eerder of later vallen. Daarom werd vanaf het einde van de achttiende eeuw niet meer elke dag in 24 uur verdeeld, maar een periode van 365 dagen in 365x24 uur. Hierop werd de middelbare zon geïntroduceerd met de middelbare zonnetijd of middelbare tijd. Het verschil tussen de ware tijd en de middelbare tijd is de tijdsvereffening. Zo hoefden de klokken niet meer voortdurend bijgesteld te worden. Het gelijkzetten is nog steeds eenvoudig, met een tabel van de tijdsvereffening, die voor elke dag van het jaar de afwijking tussen middelbare tijd en ware tijd aangeeft. De tabel kon door een sterrenwacht worden gemaakt, door de zonsbovendoorgang te vergelijken met sterrendoorgangen, die wel regelmatig zijn. De tabel is voor de hele wereld hetzelfde en ook voor altijd, althans voor zonnekalenders. Dus beperkt voor de joodse kalender en helemaal niet voor de islamitische kalender.

## Standaardtijd
De invoering van de middelbare tijd was net als het stelsel van de gelijke uren in de veertiende eeuw een belangrijke stap in de richting van een op de klok georiënteerde tijd. Er zou nog een aantal van dit soort stappen volgen: de uniformering van tijd. Het uiteindelijke resultaat is het mondiale stelsel van standaardtijden zoals we die nu kennen.

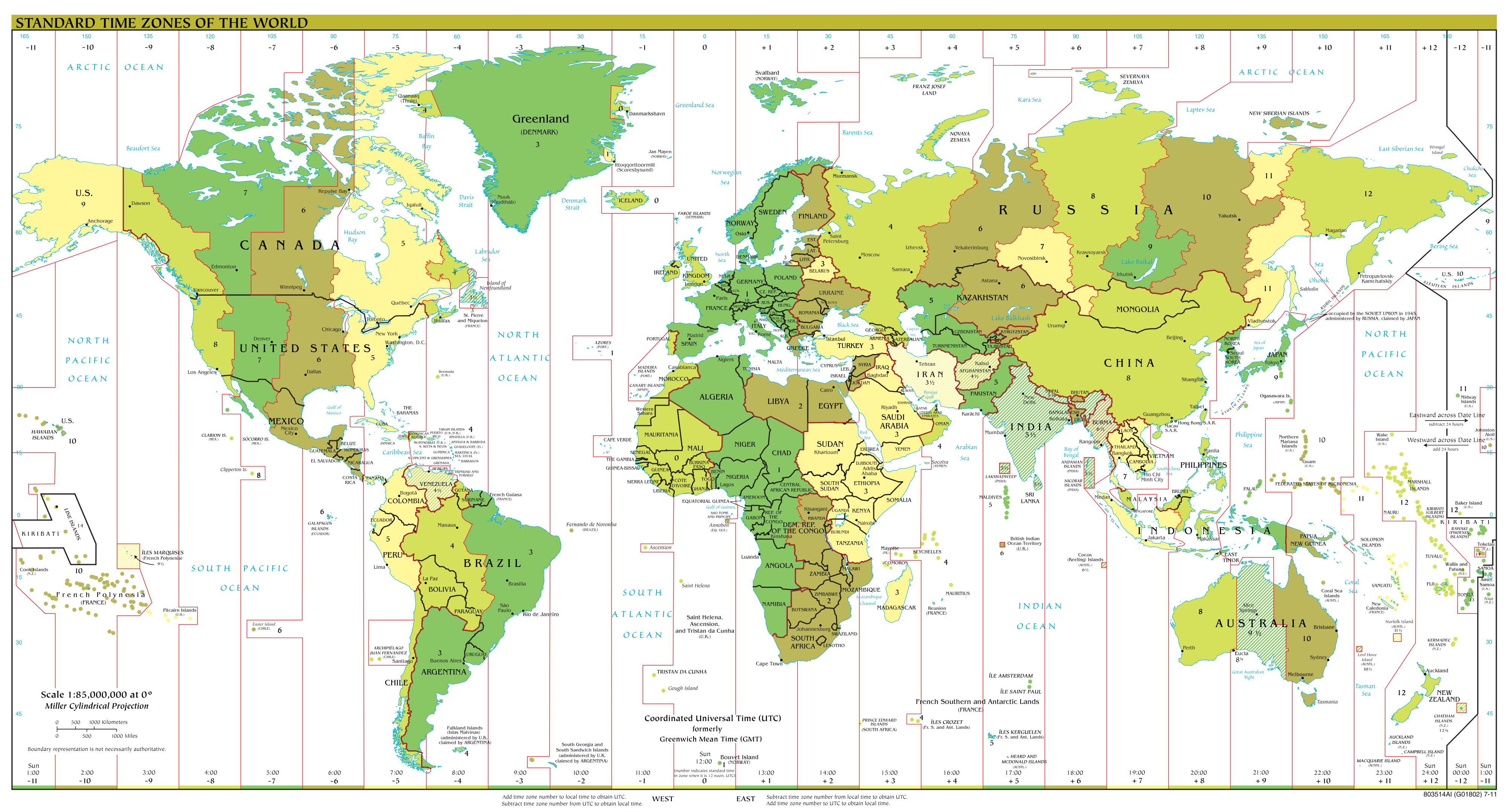
Tijdzones

De klokken werden gelijkgezet op de lokale middelbare tijd. Ook dit bleek onpraktisch doordat plaatsen op verschillende lengtegraden een andere tijd hebben. Hierop werd de standaardtijd ingevoerd, de middelbare zonnetijd van een centrale meridiaan.

### Invoering
Voor een standaardtijd worden drie voorwaarden gesteld:
1. De standaardtijd moet worden geproduceerd, dat wil zeggen dat iets of iemand de precieze tijd moet vaststellen.
2. En er moeten afnemers zijn, mensen die voordeel hebben bij standaardtijd. Aan deze voorwaarde was voldaan tegen het midden van de negentiende eeuw, dankzij de opkomst van de spoorwegen.
3. Daarna moet de tijd worden gedistribueerd, oftewel: de standaardtijd moet beschikbaar worden voor de mensen die een klok in huis hebben.

### Productie
Engeland liep in de ontwikkeling van standaardtijd voorop. In Engeland was er al een instelling die de Engelse standaardtijd bepaalde: het Koninklijk Observatorium van Greenwich in Londen. De schepen op zee hanteerden deze tijd. De steden in Engeland gebruikten nog hun lokale tijd, wat in het hele land tijdverschillen kon opleveren van een kwartier. Dat was geen probleem, totdat handelingen of diensten door het land heen op elkaar moesten worden afgestemd. Toen kwamen ook de afnemers van de standaardtijd.

### Afnemers
In het laatste kwart van de achttiende eeuw ontwikkelden de Britse posterijen een steeds dichter netwerk van postvervoer. Vanwege de regionaal wisselende tijd hadden postkoetsen een ingewikkeld rooster om post uit te wisselen met andere postkoetsen. Dat zorgde voor tijdverlies, en daarom wilden de posterijen de standaardtijd gaan gebruiken.
De tweede groep die baat had bij een standaardtijd waren de uurwerkmakers. Hun instrumenten moesten gelijkgezet worden en ze deden daarom hun eigen astronomische waarnemingen, maar dat kon alleen als het onbewolkt weer was.
De Britse spoorwegen waren de derde groep afnemers. De onderneming was van oorsprong een conglomeratie van particuliere spoorwegondernemers, die elk een eigen standaardtijd hanteerden. Doordat ze geen gemeenschappelijke tijdregeling hadden, gebeurden er ongelukken en werd veel ongemak veroorzaakt.

### Distributie
Er waren ondernemers die er hun werk van maakten de tijd in Greenwich te gaan halen en die tegen betaling aan hun abonnees rond te gaan brengen. Verder was er nog de Big Ben, maar die had als nadeel dat het luiden van de klok tot maximaal tien kilometer was waar te nemen. De grote oplossing kwam in 1846, toen een telegraaflijn werd aangelegd tussen Edinburgh en Glasgow. Het nevenuurwerk in Glasgow liep dankzij elektrische signalen precies gelijk met de hoofdklok in Edinburgh.
De kwestie van de productie, de afnemers en de distributie was opgelost en het losjes over Engeland uitgespreide net van lokale tijdregelingen kon worden strakgetrokken door middel van meer telegraaflijnen. Voortaan was het overal in Groot-Brittannië precies even laat. In de rest van Europa voltrok zich hetzelfde proces. In Nederland werd het systeem met de telegraaflijnen in 1856 in gebruik genomen.

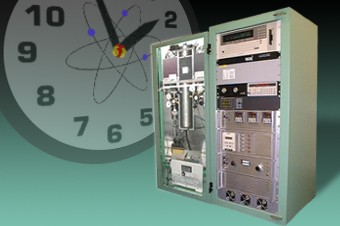
Atoomklok

### Wereldwijd
Nu in ieder land afzonderlijk een standaardtijd tot stand was gebracht, werd het noodzakelijk een wereldstandaardtijd in te voeren. Tijdens een aantal geodetische conferenties werden door verschillende landen ideeën aangedragen over de plaats van de 0-meridiaan en welke tijd de standaardtijd moest worden. In 1884 werd op de Prime Meridian Conference in Washington besloten dat Greenwich het ruimtelijke en temporele centrum van de wereld zou worden. De redenen hiervoor waren dat voor zeekaarten de 0-meridiaan over Greenwich liep en omdat de tijd op zee al eeuwenlang die van Greenwich was geweest. De tijd horend bij de meridiaan van Greenwich is Greenwich Mean Time.
Om zo dicht mogelijk bij de lokale middelbare tijd te blijven, werden de tijdzones ingevoerd. In 1928 werd de wereldtijd Universal Time (UT) ingevoerd, gebaseerd op GMT. De poolbeweging bleek er voor te zorgen dat deze tijd niet overal ter wereld gelijk was. Hierop werd een gecorrigeerde tijd ingevoerd, UT1. De andere, afgeleid uit astronomische observaties, werd hernoemd tot UT0.
Met de komst van nauwkeurige kwartsuurwerken bleek er een wereldwijde seizoensvariatie te zijn, onder andere veroorzaakt door lucht- en waterverplaatsingen. De hiervoor gecorrigeerde tijd was UT2. Deze wordt tegenwoordig vrijwel niet meer gebruikt. De aardrotatie bleek te onregelmatig, zodat men zich ging richten op het tropisch jaar waaruit de efemeridetijd was vast te stellen. Hoewel deze uniform is, is deze ook moeilijk vast te stellen.
Door de introductie van de atoomklok in 1955 kon men de internationale atoomtijd (TAI) invoeren. De seconde werd niet langer gedefinieerd als een vast gedeelte van de dag, maar op de overgang tussen de twee hyperfijn energieniveaus van de grondtoestand van een 133cesiumatoom in rust bij een temperatuur van 0 K. TAI loopt niet gelijk met UT en daarom werd UTC ingevoerd. UTC corrigeert men regelmatig om deze binnen een seconde verschil met UT1 te houden. UTC en TAI lopen dus steeds verder uit elkaar.
Inmiddels is het technisch mogelijk de klokken wereldwijd tot op minimale fracties van een seconde gelijk te laten lopen, het Global Positioning System werkt op basis van looptijdmeting, en kent een nauwkeurigheid in de ordegrootte van enige tientallen nanoseconden. Voor dagelijks gebruik binnen Europa kan met een eenvoudige en goedkope DCF77 ontvanger een nauwkeurigheid van enige tientallen milliseconden bereikt worden. Voor internet en andere computernetwerken is er het Network Time Protocol waarmee de klokken van de computers gelijkgezet kunnen worden.

## Mars
Er zijn verschillende methoden om, onafhankelijk van de kalender en tijdmeting op de Aarde, de tijd en de datum op Mars bij te houden.